# Formule 1 v roce 1960
XI. Mistrovství světa jezdců a 3. ročník poháru konstruktérů zahájila 7. února Grand Prix Argentiny a po 10 závodech 20. listopadu při Grand Prix USA byl znám nový mistr světa. Mistrem světa pro rok 1960 se stal Jack Brabham a v Poháru konstruktérů zvítězil tým Cooper.

## Pohled na sezónu
Ziskem titulu mistra světa odhalil své schopnosti a kapacitu mladý inženýr z Austrálie, Jack Brabham. Seriál velkých cen začal na jihoamerickém kontinentu, v argentinském Buenos Aires představením revolučního konceptu Colina Chapmana nazvaného Lotus 18. Samotný závod se odehrával v režii Mosse na voze Lotus, který až do 41. kola vedl, ale cílovou pásku jako první proťal Bruce McLaren. Stirling Moss si náladu spravil hned v následující GP Monaka a zde se již o vítězství nenechal připravit. Po pauze způsobené 500 mil v Indianapolis, která byla do kalendáře formule 1 zařazena naposledy, se závodní pole sjelo do Holandska. Závodu od začátku do konce vévodil úřadující mistr světa Brabham. Na řadu přišla Velká cena Belgie, která se do historie zapsala černým písmem. Nejprve v tréninku, před zatáčkou Burnenville Lotus Stirlinga Mosse ztratil kolo, pilot byl doslova katapultován ze své sedačky, bezvládný pilot zůstal ležet u silnice a jen zázrakem přežil a po víc než roce se vrátil zpět do formule 1. V závodě již osud nebyl tak benevolentní, poprvé zasáhl v 19. kole Chrise Bristowa a shodou okolností na stejném místě jako před 24 hodinami, před zatáčkou Burnenville. Bristow na místě zemřel. Kvůli nehodě se začalo mluvit o nedostatečné bezpečnosti ve F1. Přesto závod pokračoval dál a o pět kol později další nehoda, jež vzala život Alana Staceye. Závod vyhrál Brabham, ale nebylo co slavit. Následující tři závody znovu vyhrál Brabham, který si tak kvůli nepřítomnosti Mosse, zajistil titul mistra světa. Moss se vrátil až na poslední Velkou cenu USA, která se jela poprvé na Floridě a dokázal zde triumfálně zvítězit. Rokem 1960 se uzavřela éra závodních vozů klasické koncepce s motorem vpředu a pohonem zadních kol.

## Pravidla
- Boduje prvních pět jezdců podle klíče:
  - 1. 8 bodů
  - 2. 6 bodů
  - 3. 4 body
  - 4. 3 body
  - 5. 2 body
  - 6. 1 bod
- Do konečné klasifikace se započítává pouze 6 nejlepší výsledky ze 10 závodů, které jsou v rámci mistrovství světa.
- Technika – Vozy mohou používat motory 2500 cm³ bez kompresoru nebo 750 cm³ s přeplňováním
- Hmotnost - hmotnostní limit nebyl stanoven

## Závody započítávané do MS
| Datum               | Grand Prix                            | Náhled | Akce                                 | Jezdec                                              | Vůz                | Stav MS       |
| ------------------- | ------------------------------------- | ------ | ------------------------------------ | --------------------------------------------------- | ------------------ | ------------- |
| 1. GP 13. únor      | Argentina Buenos Aires (Výsledky)     |        | Závod                                | Bruce McLaren                                       | Cooper-Climax T51  | Bruce McLaren |
| 1. GP 13. únor      | Argentina Buenos Aires (Výsledky)     | Kolo   | Stirling Moss                        | Lotus-Climax 18                                     |                    | Bruce McLaren |
| 1. GP 13. únor      | Argentina Buenos Aires (Výsledky)     | Pole   | Stirling Moss                        | Lotus-Climax 18                                     |                    | Bruce McLaren |
| 2. GP 29. květen    | Monako Circuit de Monaco (Výsledky)   |        | Závod                                | Stirling Moss                                       | Lotus-Climax 18    | Bruce McLaren |
| 2. GP 29. květen    | Monako Circuit de Monaco (Výsledky)   | Kolo   | Bruce McLaren                        | Cooper-Climax T51                                   |                    | Bruce McLaren |
| 2. GP 29. květen    | Monako Circuit de Monaco (Výsledky)   | Pole   | Stirling Moss                        | Lotus-Climax 18                                     |                    | Bruce McLaren |
| 3. GP 30. květen    | Indy 500 Indianapolis (Výsledky)      |        | Závod                                | Jim Rathmann                                        | Watson-Offenhauser | Bruce McLaren |
| 3. GP 30. květen    | Indy 500 Indianapolis (Výsledky)      | Kolo   | Jim Rathmann                         | Watson-Offenhauser                                  |                    | Bruce McLaren |
| 3. GP 30. květen    | Indy 500 Indianapolis (Výsledky)      | Pole   | Eddie Sachs                          | Ewing-Offenhauser                                   |                    | Bruce McLaren |
| 4. GP 4. červen     | Nizozemsko Zandvoort (Výsledky)       |        | Závod                                | Jack Brabham                                        | Cooper-Climax T51  | Bruce McLaren |
| 4. GP 4. červen     | Nizozemsko Zandvoort (Výsledky)       | Kolo   | Stirling Moss                        | Lotus-Climax 18                                     |                    | Bruce McLaren |
| 4. GP 4. červen     | Nizozemsko Zandvoort (Výsledky)       | Pole   | Stirling Moss                        | Lotus-Climax 18                                     |                    | Bruce McLaren |
| 5. GP 18. červen    | Belgie Spa-Francorchamps (Výsledky)   |        | Závod                                | Jack Brabham                                        | Cooper-Climax T51  | Bruce McLaren |
| 5. GP 18. červen    | Belgie Spa-Francorchamps (Výsledky)   | Kolo   | Jack Brabham Innes Ireland Phil Hill | Cooper-Climax T51 Lotus-Climax 18 Cooper-Climax T51 |                    | Bruce McLaren |
| 5. GP 18. červen    | Belgie Spa-Francorchamps (Výsledky)   | Pole   | Jack Brabham                         | Cooper-Climax T51                                   |                    | Bruce McLaren |
| 6. GP 3. červenec   | Francie Remeš (Výsledky)              |        | Závod                                | Jack Brabham                                        | Cooper-Climax T51  | Jack Brabham  |
| 6. GP 3. červenec   | Francie Remeš (Výsledky)              | Kolo   | Jack Brabham                         | Cooper-Climax T51                                   |                    | Jack Brabham  |
| 6. GP 3. červenec   | Francie Remeš (Výsledky)              | Pole   | Jack Brabham                         | Cooper-Climax T51                                   |                    | Jack Brabham  |
| 7. GP 3. červenec   | Velká Británie Silverstone (Výsledky) |        | Závod                                | Jack Brabham                                        | Cooper-Climax T51  | Jack Brabham  |
| 7. GP 3. červenec   | Velká Británie Silverstone (Výsledky) | Kolo   | Graham Hill                          | BRM P25                                             |                    | Jack Brabham  |
| 7. GP 3. červenec   | Velká Británie Silverstone (Výsledky) | Pole   | Jack Brabham                         | Cooper-Climax T51                                   |                    | Jack Brabham  |
| 8. GP 14. srpen     | Portugalsko Boavista (Výsledky)       |        | Závod                                | Jack Brabham                                        | Cooper-Climax T51  | Jack Brabham  |
| 8. GP 14. srpen     | Portugalsko Boavista (Výsledky)       | Kolo   | John Surtees                         | Lotus-Climax 18                                     |                    | Jack Brabham  |
| 8. GP 14. srpen     | Portugalsko Boavista (Výsledky)       | Pole   | John Surtees                         | Lotus-Climax 18                                     |                    | Jack Brabham  |
| 9. GP 4. září       | Itálie Monza (Výsledky)               |        | Závod                                | Phil Hill                                           | Cooper-Climax T51  | Jack Brabham  |
| 9. GP 4. září       | Itálie Monza (Výsledky)               | Kolo   | Phil Hill                            | Cooper-Climax T51                                   |                    | Jack Brabham  |
| 9. GP 4. září       | Itálie Monza (Výsledky)               | Pole   | Phil Hill                            | Cooper-Climax T51                                   |                    | Jack Brabham  |
| 10. GP 20. listopad | USA Riverside (Výsledky)              |        | Závod                                | Stirling Moss                                       | Lotus-Climax 18    | Jack Brabham  |
| 10. GP 20. listopad | USA Riverside (Výsledky)              | Kolo   | Jack Brabham                         | Cooper-Climax T51                                   |                    | Jack Brabham  |
| 10. GP 20. listopad | USA Riverside (Výsledky)              | Pole   | Stirling Moss                        | Lotus-Climax 18                                     |                    | Jack Brabham  |

### Argentina
V prvním závodě sezóny, která začala pouze 2 měsíce po skončení té minulé, zvítězil po napínavém závodě Bruce McLaren. Druhý byl Cliff Allison a třetí dojel Stirling Moss ve sdíleném voze s Mauricem Trintignantem.

### Monaco
V Monaku zvítězil Stirling Moss a druhý Bruce McLaren navýšil bodový náskok na Jacka Brabhama, který byl ze závodu diskvalifikován. Třetí dokončil Phil Hill.

### Indianapolis 500
Těsná bitva v závodě Indy 500 mezi Jimem Rathmannem a Rodgerem Wallardem, skončila lépe pro prvního zmíněného. Třetí se ztrátou 3 minut dojel Paul Goldsmith.

### Nizozemsko
Stirling Moss nedokázal zužitkoval pole position a hned v prvním kole ho předjel Jack Brabham, který na prvním místě zůstal až do konce závodu. Na ním dojel Innes Ireland a třetí Graham Hill.

### Belgie
Ve Spa si Jack Brabham dojel pro Grand Slam a to i přes to že se o nejrychlejší kolo dělelit s Philem Hillem a Innesem Irelandem. V předposledním kole se u Grahama Hilla objevily problémy s motorem a on musel odstoupit z třetího místa. Jeho místo tak převzal Olivier Gendebien. Druhý za Brabhamem skončil Bruce McLaren.

### Francie
Po prvních dvou neúspěšných závodech Brabham bez problémů dojížděl na prvním místě a nebylo tomu jinak ani ve Francii. Druhý za ním dojel Olivier Gendebien a třetí pak Bruce McLaren.

### Velká Británie
I přesto, že ještě 5 kole před koncem závodu na okruhu Silverstone vedl Graham Hill, tak po jeho nehodě dojel první zase Jack Brabham. Druhý dojel John Surtees a třetí Innes Ireland.

### Portugalsko
První závod na okruh Monsanto, který se do kalendáře vrátil naposledy další sezónu, ovládl Jack Brabham. Druhý byl Bruce McLaren a přetí Jim Clark.

### Itálie
Po pěti vítězstvích Jacka Brabhama, zvítězil na domácí trati svého vozu Phil Hill. Avšak nutno dodat že Brabham se thohto závodu vůbec neúčastnil. Získal pole position i nejrychelší kolo a od Grand Slamu ho dělil jen jeho soupeř Richie Ginther, se ktrým se v závodě prali o vedení. Ginther nakonec dojel druhý a za ním Willy Mairesse.

### USA
Okruh Riverside nahradil Sebring z minulé sezóny, ale nepřesvědčil veřejnost o svých kvalitách a tak se v další sezóně také neoběvil. Poslední závod sezóny vyhrál Stirling Moss, který v pátém kole předjel Brabhama více o vedení nebojoval. Druhý dojel Ireland a třetí McLaren. I přesto, že Brabham nakonec dojel až čtvrtý, tak titul získal již s vlekým přehledem.

## Závody nezapočítávané do MS
| Datum        | Grand Prix            | Okruh        | Vítěz               | Vůz             | Výsledky |
| ------------ | --------------------- | ------------ | ------------------- | --------------- | -------- |
| 1. leden     | Jihoafrická Republika | East London  | Paul Frere          | Cooper T 51     | Výsledky |
| 9. leden     | Nový Zéland           | Ardmore      | Jack Brabham        | Cooper T 51     | Výsledky |
| 14. únor     | Buenos Aires          | Cordóba      | Maurice Trintignant | Cooper T 51     | Výsledky |
| 18. duben    | Glover Trophy         | Goodwood     | Innes Ireland       | Lotus 18        | Výsledky |
| 14. květen   | BRDC                  | Silverstone  | Innes Ireland       | Lotus 18        | Výsledky |
| 12. červen   | Austrálie             | Lowood       | Alec Mildren        | Cooper T 51     | Výsledky |
| 1. srpen     | Silver City Trophy    | Brands Hatch | Jack Brabham        | Cooper T 53     | Výsledky |
| 17. září     | Lombank Trophy        | Snetterton   | Innes Ireland       | Lotus 18        | Výsledky |
| 24. září     | Gold Cup              | Oulton Park  | Stirling Moss       | Lotus 18        | Výsledky |
| listopad     | Rio de Janeiro        | Guanabara    | Mário Araújo Cabral | Maserati 3000cc | Výsledky |
| 17. prosinec | Cape                  | Killarney    | Stirling Moss       | Porsche 718     | Výsledky |
| 27. prosinec | Jihoafrická Republika | Killarney    | Stirling Moss       | Porsche 718     | Výsledky |

## Konečné hodnocení Mistrovství Světa

### Pohár jezdců
| Poř. | Jezdci                    | ARG      | MON | 500 | NED | BEL | FRA | GBR | POR | ITA | USA | Body    |
| ---- | ------------------------- | -------- | --- | --- | --- | --- | --- | --- | --- | --- | --- | ------- |
| 1    | Jack Brabham              | Ret      | DSQ |     | 1   | 1   | 1   | 1   | 1   |     | 4   | 43      |
| 2    | Bruce McLaren             | 1        | 2   |     | Ret | 2   | 3   | (4) | 2   |     | 3   | 34 (37) |
| 3    | Stirling Moss             | 3† / Ret | 1   |     | 4   | DNS |     |     | DSQ |     | 1   | 19      |
| 4    | Innes Ireland             | 6        | 9   |     | 2   | Ret | 7   | 3   | 6   |     | 2   | 18      |
| 5    | Phil Hill                 | 8        | 3   |     | Ret | 4   | 12  | 7   | Ret | 1   | 6   | 16      |
| 6    | Olivier Gendebien         |          |     |     |     | 3   | 2   | 9   | 7   |     | 12  | 10      |
| 7    | Wolfgang von Trips        | 5        | 8   |     | 5   | Ret | 11  | 6   | 4   | 5   | 9   | 10      |
| 8    | Jim Rathmann              |          |     | 1   |     |     |     |     |     |     |     | 8       |
| 9    | Richie Ginther            |          | 6   |     | 6   |     | DNS |     |     | 2   |     | 8       |
| 10   | Jim Clark                 |          |     |     | Ret | 5   | 5   | 16  | 3   |     | 16  | 8       |
| 11   | Tony Brooks               |          | 4   |     | Ret | Ret | Ret | 5   | 5   |     | Ret | 7       |
| 12   | John Surtees              |          | Ret |     |     |     |     | 2   | Ret |     | Ret | 6       |
| 13   | Cliff Allison             | 2        | DNQ |     |     |     |     |     |     |     |     | 6       |
| 14   | Rodger Ward               |          |     | 2   |     |     |     |     |     |     |     | 6       |
| 15   | Graham Hill               | Ret      | 7   |     | 3   | Ret | Ret | Ret | Ret |     | Ret | 4       |
| 16   | Willy Mairesse            |          |     |     |     | Ret | Ret |     |     | 3   |     | 4       |
| 17   | Paul Goldsmith            |          |     | 3   |     |     |     |     |     |     |     | 4       |
| 18   | Jo Bonnier                | 7        | 5   |     | Ret | Ret | Ret | Ret | Ret |     | 5   | 4       |
| 19   | Henry Taylor              |          |     |     | 7   |     | 4   | 8   |     |     | 14  | 3       |
| 20   | Carlos Menditeguy         | 4        |     |     |     |     |     |     |     |     |     | 3       |
| 21   | Don Branson               |          |     | 4   |     |     |     |     |     |     |     | 3       |
| 22   | Giulio Cabianca           |          |     |     |     |     |     |     |     | 4   |     | 3       |
| 23   | Johnny Thomson            |          |     | 5   |     |     |     |     |     |     |     | 2       |
| 24   | Lucien Bianchi            |          |     |     |     | 6   | Ret | Ret |     |     |     | 1       |
| 25   | Ron Flockhart             |          |     |     |     |     | 6   |     |     |     | Ret | 1       |
| 26   | Eddie Johnson             |          |     | 6   |     |     |     |     |     |     |     | 1       |
| 27   | Hans Herrmann             |          |     |     |     |     |     |     |     | 6   |     | 1       |
| —    | Maurice Trintignant       | 3†       | Ret |     | Ret |     | Ret | 11  |     |     | 15  | 0       |
| —    | Lloyd Ruby                |          |     | 7   |     |     |     |     |     |     |     | 0       |
| —    | Edgar Barth               |          |     |     |     |     |     |     |     | 7   |     | 0       |
| —    | Jim Hall                  |          |     |     |     |     |     |     |     |     | 7   | 0       |
| —    | Roy Salvadori             |          | Ret |     | DNS |     |     | Ret |     |     | 8   | 0       |
| —    | Bruce Halford             |          | DNQ |     |     |     | 8   |     |     |     |     | 0       |
| —    | Bob Veith                 |          |     | 8   |     |     |     |     |     |     |     | 0       |
| —    | Carel Godin de Beaufort   |          |     |     | 8   |     |     |     |     |     |     | 0       |
| —    | Piero Drogo               |          |     |     |     |     |     |     |     | 8   |     | 0       |
| —    | Masten Gregory            | 12       | DNQ |     | DNS |     | 9   | 14  | Ret |     |     | 0       |
| —    | Alberto Rodriguez Larreta | 9        |     |     |     |     |     |     |     |     |     | 0       |
| —    | Bud Tingelstad            |          |     | 9   |     |     |     |     |     |     |     | 0       |
| —    | Wolfgang Seidel           |          |     |     |     |     |     |     |     | 9   |     | 0       |
| —    | Dan Gurney                |          | NC  |     | Ret | Ret | Ret | 10  | Ret |     |     | 0       |
| —    | Chuck Daigh               |          | DNQ |     | DNS | Ret | DNS | Ret |     |     | 10  | 0       |
| —    | Ian Burgess               |          | DNQ |     |     |     | 10  | Ret |     |     | Ret | 0       |
| —    | José Froilán González     | 10       |     |     |     |     |     |     |     |     |     | 0       |
| —    | Bob Christie              |          |     | 10  |     |     |     |     |     |     |     | 0       |
| —    | Fred Gamble               |          |     |     |     |     |     |     |     | 10  |     | 0       |
| —    | Roberto Bonomi            | 11       |     |     |     |     |     |     |     |     |     | 0       |
| —    | Red Amick                 |          |     | 11  |     |     |     |     |     |     |     | 0       |
| —    | Pete Lovely               |          |     |     |     |     |     |     |     |     | 11  | 0       |
| —    | David Piper               |          |     |     |     |     | Ret | 12  |     |     |     | 0       |
| —    | Duane Carter              |          |     | 12  |     |     |     |     |     |     |     | 0       |
| —    | Gino Munaron              | 13       |     |     |     |     | Ret | 15  |     | Ret |     | 0       |
| —    | Brian Naylor              |          | DNQ |     |     |     |     | 13  |     | Ret | Ret | 0       |
| —    | Bill Homeier              |          |     | 13  |     |     |     |     |     |     |     | 0       |
| —    | Bob Drake                 |          |     |     |     |     |     |     |     |     | 13  | 0       |
| —    | Nasif Estéfano            | 14       |     |     |     |     |     |     |     |     |     | 0       |
| —    | Gene Hartley              |          |     | 14  |     |     |     |     |     |     |     | 0       |
| —    | Chuck Stevenson           |          |     | 15  |     |     |     |     |     |     |     | 0       |
| —    | Bobby Grim                |          |     | 16  |     |     |     |     |     |     |     | 0       |
| —    | Alan Stacey               | Ret      | Ret |     | Ret | Ret |     |     |     |     |     | 0       |
| —    | Chris Bristow             |          | Ret |     | Ret | Ret |     |     |     |     |     | 0       |
| —    | Giorgio Scarlatti         | Ret      | DNQ |     |     |     |     |     |     | Ret |     | 0       |
| —    | Lance Reventlow           |          | DNQ |     | DNS | Ret |     | DNS |     |     |     | 0       |
| —    | Harry Schell              | Ret      |     |     |     |     |     |     |     |     |     | 0       |
| —    | Ettore Chimeri            | Ret      |     |     |     |     |     |     |     |     |     | 0       |
| —    | Antonio Creus             | Ret      |     |     |     |     |     |     |     |     |     | 0       |
| —    | Shorty Templeman          |          |     | Ret |     |     |     |     |     |     |     | 0       |
| —    | Jim Hurtubise             |          |     | Ret |     |     |     |     |     |     |     | 0       |
| —    | Jimmy Bryan               |          |     | Ret |     |     |     |     |     |     |     | 0       |
| —    | Troy Ruttman              |          |     | Ret |     |     |     |     |     |     |     | 0       |
| —    | Eddie Sachs               |          |     | Ret |     |     |     |     |     |     |     | 0       |
| —    | Don Freeland              |          |     | Ret |     |     |     |     |     |     |     | 0       |
| —    | Tony Bettenhausen         |          |     | Ret |     |     |     |     |     |     |     | 0       |
| —    | Wayne Weiler              |          |     | Ret |     |     |     |     |     |     |     | 0       |
| —    | A. J. Foyt                |          |     | Ret |     |     |     |     |     |     |     | 0       |
| —    | Eddie Russo               |          |     | Ret |     |     |     |     |     |     |     | 0       |
| —    | Johnny Boyd               |          |     | Ret |     |     |     |     |     |     |     | 0       |
| —    | Gene Force                |          |     | Ret |     |     |     |     |     |     |     | 0       |
| —    | Jim McWithey              |          |     | Ret |     |     |     |     |     |     |     | 0       |
| —    | Len Sutton                |          |     | Ret |     |     |     |     |     |     |     | 0       |
| —    | Al Herman                 |          |     | Ret |     |     |     |     |     |     |     | 0       |
| —    | Dempsey Wilson            |          |     | Ret |     |     |     |     |     |     |     | 0       |
| —    | Dick Rathmann             |          |     | Ret |     |     |     |     |     |     |     | 0       |
| —    | Jack Fairman              |          |     |     |     |     |     | Ret |     |     |     | 0       |
| —    | Keith Greene              |          |     |     |     |     |     | Ret |     |     |     | 0       |
| —    | Mario de Araujo Cabral    |          |     |     |     |     |     |     | Ret |     |     | 0       |
| —    | Alfonso Thiele            |          |     |     |     |     |     |     |     | Ret |     | 0       |
| —    | Vic Wilson                |          |     |     |     |     |     |     |     | Ret |     | 0       |
| —    | Arthur Owen               |          |     |     |     |     |     |     |     | Ret |     | 0       |
| —    | Mike Taylor               |          |     |     |     | DNS |     |     |     |     |     | 0       |
| —    | Horace Gould              |          |     |     |     |     |     |     |     | DNS |     | 0       |
| Poř. | Jezdci                    | ARG      | MON | 500 | NED | BEL | FRA | GBR | POR | ITA | USA | Body    |

### Pohár konstruktérů
| Poř. | Konstruktéři          | ARG | MON | NED | BEL | FRA | GBR | POR | ITA | USA | Body    |
| ---- | --------------------- | --- | --- | --- | --- | --- | --- | --- | --- | --- | ------- |
| 1    | Cooper-Climax         | 1   | (2) | 1   | 1   | 1   | 1   | 1   | 8   | (3) | 48 (58) |
| 2    | Lotus-Climax          | (6) | 1   | 2   | 5   | (5) | 2   | 3   |     | 1   | 34 (37) |
| 3    | Ferrari               | 2   | 3   | 5   | 4   | 11  | (6) | 4   | 1   |     | 26 (27) |
| 4    | BRM                   | 7   | 5   | 3   | Ret | Ret | 10  | Ret |     | 5   | 8       |
| 5    | Cooper-Maserati       | 4   | Ret | Ret |     | 9   | 14  | Ret | Ret | 9   | 3       |
| 6    | Cooper-Castellotti    |     | DNQ |     |     | Ret | 15  |     | 4   |     | 3       |
| 7    | Porsche               |     |     |     |     |     |     |     | 6   |     | 1       |
| —    | Behra-Porsche-Porsche | 12  |     |     |     |     |     |     | 10  |     | 0       |
| —    | Scarab                | WD  | DNQ | DNS | Ret | DNS |     |     |     | 10  | 0       |
| —    | Aston Martin          |     |     | DNS |     |     | 11  |     |     |     | 0       |
| —    | Cooper-Ferrari        |     |     |     |     |     |     |     |     | 11  | 0       |
| —    | Maserati              | 13  |     |     |     |     |     |     | DNS | 13  | 0       |
| —    | JBW-Maserati          |     | DNQ |     |     |     | 13  |     | Ret | Ret | 0       |
| —    | Vanwall               |     |     |     |     | Ret |     |     |     |     | 0       |
| Poř. | Konstruktéři          | ARG | MON | NED | BEL | FRA | GBR | POR | ITA | USA | Body    |

### Národy
1. Velká Británie 72
2. USA 48
3. Austrálie 43
4. Nový Zéland 37
5. Belgie 15
6. Německo 11
7. Švédsko 4
8. Argentina 3
9. Itálie 3

## Roční statistiky
| Vítězství        | Vůz        | Motor          | Národ             |
| ---------------- | ---------- | -------------- | ----------------- |
| Jack Brabham 5x  | Cooper 6x  | Climax 8x      | Austrálie 5x      |
| Stirling Moss 2x | Lotus 2x   | Offenhauser 1x | USA 2x            |
| Bruce McLaren 1x | Watson 1x  | Ferrari 1x     | Velká Británie 2x |
| Jim Rathmann 1x  | Ferrari 1x | -              | Nový Zéland 1x    |
| Phil Hill 1x     | -          | -              | -                 |

| Pole positions   | Vůz        | Motor          | Národ             |
| ---------------- | ---------- | -------------- | ----------------- |
| Stirling Moss 4x | Cooper 4x  | Climax 8x      | Velká Británie 5x |
| Jack Brabham 3x  | Lotus 4x   | Offenhauser 1x | Austrálie 3x      |
| Edward Sachs 1x  | Ewing 1x   | Ferrari 1x     | USA 2x            |
| John Surtees 1x  | Ferrari 1x | -              | -                 |
| Phil Hill 1x     | -          | -              | -                 |

| Nejrychlejší kolo | Vůz        | Motor          | Národ             |
| ----------------- | ---------- | -------------- | ----------------- |
| Jack Brabham 3x   | Cooper 5x  | Climax 7x      | Velká Británie 5x |
| Stirling Moss 2x  | Lotus 3x   | Ferrari 2x     | USA 3x            |
| Phil Hill 2x      | Ferrari 2x | Offenhauser 1x | Austrálie 3x      |
| Bruce McLaren 1x  | Watson 1x  | BRM 1x         | Nový Zéland 1x    |
| Jim Rathmann 1x   | BRM 1x     | -              | -                 |
| Innes Ireland 1x  | -          | -              | -                 |
| Graham Hill 1x    | -          | -              | -                 |
| John Surtees 1x   | -          | -              | -                 |

| Podium                 | Vůz        | Motor          | Národ              |
| ---------------------- | ---------- | -------------- | ------------------ |
| Bruce McLaren 6x       | Cooper 14x | Climax 21x     | Velká Británie 10x |
| Jack Brabham 5x        | Lotus 7x   | Ferrari 5x     | USA 6x             |
| Stirling Moss 3x       | Ferrari 5x | Offenhauser 3x | Nový Zéland 6x     |
| Innes Ireland 3x       | Watson 2x  | BRM 1x         | Austrálie 5x       |
| Olivier Gendebien 2x   | Epperly 1x | -              | Belgie 3x          |
| Phil Hill 2x           | BRM 1x     | -              | Francie 1x         |
| Cliff Allison 1x       | -          | -              | -                  |
| Maurice Trintignant 1x | -          | -              | -                  |
| Jim Rathmann 1x        | -          | -              | -                  |
| Rodger Ward 1x         | -          | -              | -                  |
| Paul Goldsmith 1x      | -          | -              | -                  |
| Graham Hill 1x         | -          | -              | -                  |
| John Surtees 1x        | -          | -              | -                  |
| Jim Clark 1x           | -          | -              | -                  |
| Willy Mairesse 1x      | -          | -              | -                  |
| Richie Ginther 1x      | -          | -              | -                  |

| Nejrychlejší GP           | Jezdec   | Vůz     | Rychlost     |
| ------------------------- | -------- | ------- | ------------ |
| 500 mil Indianapolis      | Rathmann | Watson  | 223,304 km/h |
| Grand Prix Belgie         | Brabham  | Cooper  | 215,052 km/h |
| Grand Prix Itálie         | P.Hill   | Ferrari | 212,535 km/h |
| Grand Prix Francie        | Brabham  | Cooper  | 212,119 km/h |
| Grand Prix Portugalska    | Brabham  | Cooper  | 175,849 km/h |
| Grand Prix Velká Británie | Brabham  | Cooper  | 174,944 km/h |
| Grand Prix USA            | Moss     | Lotus   | 159,330 km/h |
| Grand Prix Nizozemí       | Brabham  | Cooper  | 154,931 km/h |
| Grand Prix Argentiny      | McLaren  | Cooper  | 136,242 km/h |
| Grand Prix Monaka         | Moss     | Lotus   | 108,599 km/h |

| Nejtěsnější vítězství     | Vítěz    | Druhý     | Rozdíl    |
| ------------------------- | -------- | --------- | --------- |
| 500 mil Indianapolis      | Rathmann | Ward      | 0:12.749s |
| Grand Prix Nizozemí       | Brabham  | Ireland   | 0:24.000s |
| Grand Prix Argentiny      | McLaren  | Allison   | 0:26.300s |
| Grand Prix USA            | Moss     | Ireland   | 0:38.000s |
| Grand Prix Francie        | Brabham  | Gendebien | 0:48.300s |
| Grand Prix Velké Británie | Brabham  | Surtees   | 0:49.600s |
| Grand Prix Monaka         | Moss     | McLaren   | 0:52.100s |
| Grand Prix Portugalska    | Brabham  | McLaren   | 0:57.970s |
| Grand Prix Belgie         | Brabham  | McLaren   | 1:03.300s |
| Grand Prix Itálie         | P. Hill  | Ginther   | 2:27.600s |